# José Cadalso
José Cadalso y Vázquez de Andrade (ur. 8 października 1741 w Kadyksie, zm. 26 lutego 1782 w Gibraltarze) – hiszpański pisarz neoklasycystyczny.

## Życiorys
Jego ojciec, wywodzący się z baskijskiej szlachty, był zamożnym kupcem. Rodzina matki pochodziła z Kadyksu. Tam też urodził się przyszły pisarz. We wczesnym dzieciństwie stracił matkę. Wychowywali go dalsi krewni, gdyż ojciec, pochłonięty interesami i podróżami, dbał tylko o jego materialny byt. Cadalso otrzymał staranne wykształcenie: wysłano go do Collège Louis-Le Grand w Paryżu, potem przebywał w Wielkiej Brytanii, gdzie nauczył się angielskiego, a powróciwszy do Hiszpanii, trafił do Real Seminario de Nobles w Madrycie. Następnie uzupełniał edukację podróżując po Europie. W 1762 r. zmarł jego ojciec, pozostawiając długi, po których spłaceniu Cadalso pozostał niemal bez środków do życia. Zmuszony do wyboru zawodu, zdecydował się na karierę wojskową.
Brał udział w kampanii portugalskiej, w którą Hiszpania zaangażowała się na mocy paktu familijnego z Francją w 1761 r. W 1764 r. awansował na kapitana kawalerii. Zamieszkał w Madrycie, gdzie nawiązywał kontakty w kręgach ilustrados. W 1768 r. musiał opuścić Madryt na skutek skandalu, jaki wywołał jego pamflet na swobodne obyczaje dam z arystokracji. W Saragossie, dokąd się udał, powstała większość utworów poetyckich zawartych w zbiorze Ocios de mi juventud (wyd. w 1773). Po powrocie do stolicy, w prywatnym teatrze pałacu hrabiego Arandy wystawił neoklasycystyczną tragedię Don Sancho García (1771), w której główną rolę żeńską grała aktorka María Ignacia Ibañez, wielka miłość pisarza. Kilka miesięcy po wystawieniu sztuki María Ignacia zmarła. Rozpacz po jej śmierci znalazła odbicie w poezji Cadalsa oraz w dialogu Posępne noce (Noches lúgubres, wyd. w 1789).
Po roku 1770 pisarz związany był z dwiema neoklasycystycznymi grupami poetyckimi. W Madrycie była to tzw. Tertulia de la Fonda de San Sebastián, gdzie spotykali się m.in. Nicolás Fernández de Moratín, Tomás de Iriarte i Ignacio López de Ayala. Kiedy w 1773 r. został wysłany ze swym regimentem do Salamanki, poznał grupę poetów określanych jako szkoła z Salamanki (escuela salmantina); należeli do niej Juan Meléndez Valdés, Juan Pablo Forner, Diego Tadeo González i José Iglesias de la Casa. Przyjaźń z nimi przetrwała także po opuszczeniu Salamanki, podtrzymywana przez obfitą korespondencję. W Salamance powstała prawdopodobnie pierwsza wersja Noches lúgubres. 
W 1774 r. Cadalso wystąpił o zezwolenie na druk drugiego ze swych najsłynniejszych dzieł, powieści Listy marokańskie (Cartas marruecas), która jednak wydana została dopiero po jego śmierci. W 1779 r. wybuchł kolejny konflikt między Wielką Brytanią a Francją, którą wspierała Hiszpania. Cadalso znalazł się w szeregach armii hiszpańskiej, która oblegała Gibraltar. W czasie tego oblężenia zginął, przypadkowo trafiony w głowę zabłąkanym pociskiem.

## Twórczość literacka

### Poezja
Jego twórczość poetycka, zebrana przede wszystkim w Ocios de mi juventud, stanowi doskonały przykład klasycyzmu. Dominuje w niej lekka, często nawet frywolna tematyka. Pisał poezję satyryczną na wzór Horacego, a także hiszpańskich poetów XVII wieku (Góngora, Quevedo). Tworzył także anakreontyki, zawierające pochwały przyjaźni, miłości i wina. W poezji bukolicznej przedstawiał wyidealizowaną, sentymentalną wizję przyrody; podmiot liryczny jawi się w niej jako zakochany "pastuszek", spędzający beztrosko czas na tańcach i grze na fujarce w towarzystwie ukochanej, określanej jako "nimfa". Oboje ukrywają się pod konwencjonalnymi imionami "Filis" (María Ignacia) i "Dalmiro" (poetycki pseudonim używany przez Cadalsa). Najlepsze miłosne wiersze poeta stworzył po przedwczesnej śmierci Maríi Ignacii Ibañez (wśród nich wyróżnia się szczególnie A la muerte de Filis - Na śmierć Filis); pomimo ograniczeń klasycznej formy wyrażają one szczere i głębokie uczucia.

### Los eruditos a la violeta(Uperfumowani erudyci, 1772)
Satyryczne dziełko, dedykowane wszystkim, którzy "chcą wiedzieć dużo ucząc się niewiele", stanowi krytykę ludzi powierzchownie wykształconych, pod pozorami erudycji skrywających ignorancję. Składa się z siedmiu lekcji, tworzących tygodniowy kurs wszystkich dziedzin wiedzy, jakie niezbędne są, by w kontaktach towarzyskich sprawiać wrażenie człowieka inteligentnego i światłego. Edukacja bywalca salonów - jak się okazuje - sprowadza się do wyuczenia się na pamięć garści nazwisk i podręcznych cytatów oraz komunałów zwalniających od samodzielnego myślenia. W ten sposób, zupełnie bez wysiłku, młody człowiek może stać się ozdobą eleganckiego towarzystwa i zrobić błyskotliwą karierę.

### Cartas marruecas(Listy marokańskie)
Powieść epistolarna wydana już po śmierci autora - pierwodruk w 1789 r. w czasopiśmie "Correo de Madrid" - wzorowana na Listach perskich Monteskiusza i The Citizen of the World or Letters from a Chinese Philosopher Olivera Goldsmitha (1762). Trzy postacie wymieniają między sobą listy: młody Marokańczyk Gazel, podróżujący po Hiszpanii, jego opiekun i mistrz, stary mędrzec Ben-Beley, oraz Hiszpan Nuño Núñez, z którym Gazel nawiązał przyjaźń. Tematem korespondencji jest Hiszpania w II połowie XVIII wieku, jej sytuacja społeczna, kulturalna i ekonomiczna, narodowy charakter Hiszpanów, ich wady i zalety. Cadalso nie dotyka kwestii politycznych i religijnych, aby nie narazić się cenzurze, i skupia się na sprawach nurtujących hiszpańskich ilustrados: zaniedbaniach w edukacji i kulturze, zacofaniu gospodarczym, bezkrytycznym zapatrzeniu w zagraniczne wzorce, powierzchowności i obłudzie kontaktów społecznych, obojętności elit wobec obywatelskich obowiązków. Listy marokańskie przeniknięte są patriotycznym pragnieniem odnowy kraju, ale stanowią również gorzką konstatację jego słabości, która w oczach autora jest wynikiem błędnej polityki Habsburgów.

### Noches lúgubres(Posępne noce)
Trzyczęściowy dialog, opublikowany pośmiertnie, podobnie jak Listy marokańskie ("Correo de Madrid", 1789), prawdopodobnie zredagowany około 1775 r. Według deklaracji samego autora, inspiracją do jego powstania był poemat Night Thoughts angielskiego poety Edwarda Younga. Akcja Posępnych nocy toczy się na cmentarzu i w więzieniu. Główny bohater, Tediato, zamierza wydobyć z grobu ciało zmarłej ukochanej, a następnie popełnić samobójstwo, podpalając swój dom, aby spłonąć w nim wraz z ciałem kobiety. W realizacji makabrycznego planu pomaga mu przekupiony grabarz, Lorenzo. W pełnych rozpaczy monologach Tediata dostrzegalne jest poczucie bezsensu egzystencji, zagubienia, niedopasowania do społeczeństwa - bólu istnienia (Weltschmerz), który będzie jednym z typowych elementów romantycznej wizji świata. Z kolei rozmowy Tediata z Lorenzem stają się okazją do wysunięcia serii oskarżeń pod adresem współczesnego im społeczeństwa - pełnego obłudy i niesprawiedliwości, nieczułego na cierpienie zarówno jednostek wyjątkowych (jak Tediato), jak i nędzarzy i wykluczonych, do których zalicza się grabarz. Trzecia "Noc" pozostała niedokończona, stąd nie wiadomo, jak potoczą się losy bohaterów i czy Tediato zrealizuje swój samobójczy plan.